# Ganggangsullae

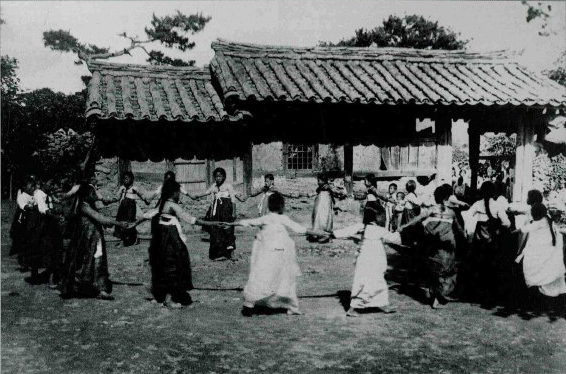
Imagen de un baile del Ganggangsullae datada entre 1891 y 1930

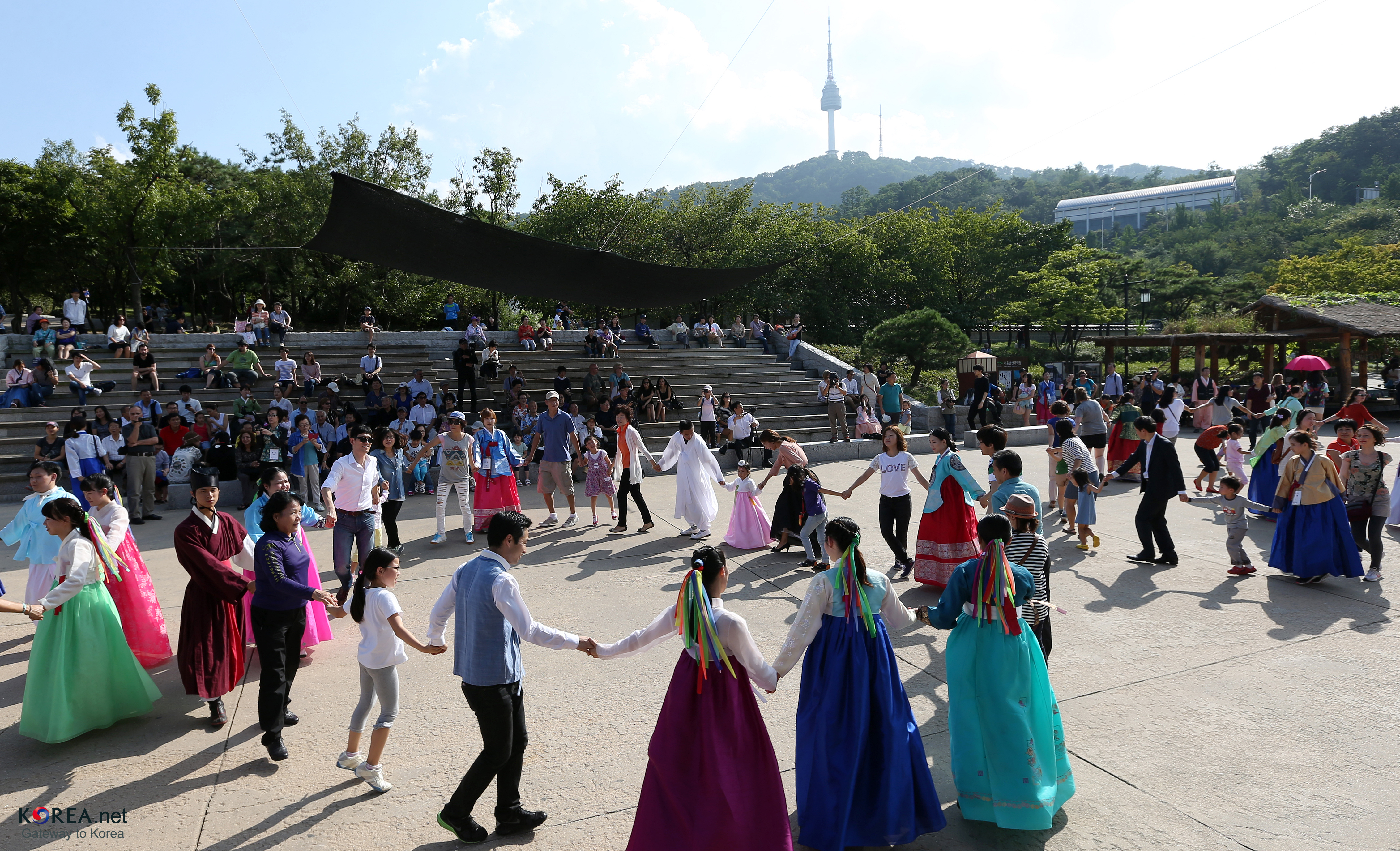
Ganggangsullae representado en Seúl en 2013

El Ganggangsullae es un baile folclórico interpretado por mujeres a la luz de la luna propio del sur de la Península coreana que se celebra alrededor de la festividad de Chuseok, también conocido como el “Día de acción de gracias de Corea”, que tiene lugar a principios de otoño según el calendario lunar. Originariamente se celebraba como un ritual para dar gracias a las divinidades locales por la cosecha. Dada su importancia, está inscrito como Patrimonio de la Humanidad en la UNESCO desde 2009.

## Historia
Se dice que el ganggangsullae tuvo sus orígenes en los rituales que se realizaban a la luz de la luna para agradecer a las divinidades por las buenas cosechas y la fertilidad. Este baile se popularizó y comenzó a extenderse a finales del siglo XVI y principios del XVII.
Existe una leyenda de sus orígenes que indica que fue el almirante coreano Yi Sun-sin el que lo popularizó durante la Guerra Imjin (1592-1598) contra los japoneses al utilizar una táctica militar inspirada en este baile.
Los orígenes y el significado de la palabra ganggangsullae son muy difíciles de determinar. Se dice que puede provenir del dialecto de la provincia de Jeolla, donde “gam” significaría círculo y “su-re” ir alrededor. De este modo, podría significar dar vueltas en círculo.
Antiguamente, solo las mujeres tenían permitido participar, ya que los estándares confucianos de la Dinastía Joseon (1392-1910) se lo impedían a los hombres.
Actualmente, la danza es popular en las regiones de Haenam, Boseong, Goheung, Muan, Gangjin y las islas de Jindo y Wando.

## El desarrollo del baile
El ganggangsullae consiste principalmente en una danza realizada por mujeres agarradas de la mano dando vueltas en círculo (wonmu) bajo la luna mientras cantan canciones. Este canto folclórico se conoce como gachangminyo y es muy flexible.  El orden y el contenido de sus versos cambian constantemente de manera libre según las circunstancias, el ambiente y el carácter del líder del coro. No obstante, hay características que se mantienen constantes que ayudan a identificar este baile, como es el caso en el que la mujer líder del grupo canta la primera parte de cada verso y el coro de mujeres responde cantando el estribillo de “ganggangsullae”. El ganggangsullae comienza como un círculo completo, que luego se transforma en diferentes tipos de círculo, se separa en líneas y se convierte en un círculo completo al final. Los bailes del ganggangsullae son cortos y repetitivos. El baile comienza despacio, pero la intensidad y velocidad de este aumenta progresivamente. Los instrumentos musicales también acompañan a esta tradición. La música se caracteriza por la presencia del jangdan, un ritmo que actúa como base y que se repite a lo largo de la melodía y que se considera que es el elemento que completa la música coreana.
Según el Enciclopedia del Folclore y la Cultura Tradicional de Corea, existen dos formas de interpretar los cantos del ganggangsullae: externa e internamente. La expresión externa muestra la forma de sentir de las participantes con respecto a sus circunstancias, sus anhelos llenos de esperanza y sus profundos deseos. Internamente, sin embargo, la expresión contextual deja entrever las emociones románticas que se dan entre las parejas, tales como lo son la alegría, la soledad, la añoranza o la desesperación por falta de alguien.
De acuerdo con esta enciclopedia, los temas más habituales del ganggangsullae son las aflicciones por las que pasan las mujeres, como la nostalgia por la madre en el hogar, las molestias de vivir con la familia del marido o los problemas económicos. Por otro lado, muchas versiones del canto del ganggangsullae con frecuencia incluyen como personajes a la flor y la luna. La flor, por su parte, representa la convivencia, la tolerancia mutua o la vida en sí misma, pero interpretada en comparación con el ciclo de la vida, la flor puede ser un reflejo objetivo de lo descuidada que es la persona o de la añoranza que siente por su amante. Mientras tanto, la imagen de la luna como el medio que conecta a uno con su amante plasma de manera poética el sentimiento que deja la ausencia de la pareja.
A pesar de que el ganggangsullae consiste principalmente en un baile, también se realizan otras actividades, conocidas como intermedios, en los que se recrean imágenes o escenas de la vida cotidiana de los habitantes de las aldeas. Otro elemento que no está estrictamente relacionado con el baile es el mundapnori, que lo constituye un diálogo teatral de corta duración, que aporta humor a la tradición coreana.

## Versión del ganggangsullae traducida
A continuación, se proporcionará la traducción de una versión del ganggangsullae procedente de la Administración del Patrimonio Cultural de Corea.

La luna está saliendo, la luna está saliendo,

Ganggangsullae, ganggangsullae.

La luna está saliendo del Mar del Este,

Fuera de la ventana este, ganggangsullae

¿De quién es la luna? Ganggangsullae.

Es la luna del pequeño oficial Kang, ganggangsullae

¿A dónde se ha ido Kang? Ganggangsullae

¿Sin saber que la luna ha salido?

Ganggangsullae, ganggangsullae.